# Mihai Petrescu
Mihai Petrescu (n. 16 iulie 1938) este un fost deputat român în legislatura 1990-1992 ales în județul Buzău pe listele partidului FSN. În cadrul activității sale parlamentare în legislatura 1990-1992, Mihai Petrescu a fost membru în grupurile parlamentare de prietenie cu Regatul Belgiei, Regatul Spaniei, Republica Polonă, Republica Chile și Republica Libaneză. În legislatura 1992-1996, Mihai Petrescu a fost ales senator pe listele FDSR iar în iulie 1993 a devenit membru PDSR. În legislatura 1996-2000, Mihai Petrescu a fost ales senator pe listele PDSR și a fost membru în grupurile parlamentare de prietenie cu Regatul Belgiei și Republica Cehă. În legislatura 1996-2000, Mihai Petrescu a inițiat 2 propuneri legislative din care 1 a fost promulgată lege.  

## Legaturi externe
- Mihai Petrescu Arhivat în 21 iunie 2024, la Wayback Machine. la cdep.ro